# 8Turn
8Turn (кор. 에잇턴; стилізується великими літерами) — південнокорейський бой-бенд, створений MNH Entertainment. Гурт складається з восьми учасників: Мьонхо, Джеюн, Мінхо, Юнсон, Хемін, Кьонмін, Юнґю та Синхон. Гурт офіційно дебютував 30 січня 2023 року, випустивши свій перший мініальбом 8Turnrise.

## Кар'єра

### До дебюту
Джеюн був учасником шоу на виживання Mnet Boys24 під ім'ям Алекс Мун. Однак він вибув у 8 епізоді. Пізніше він приєднався до компанії Liveworks і брав участь у реаліті-серіалі JTBC на виживання Mix Nine. Він вибув в 10 епізоді, посівши 50-е місце в рейтингу.
Кьонмін був учасником шоу Mnet I-Land. Він вибув у першій частині шоу.

### 2023–дотепер: Дебют
2 січня 2023 року MNH Entertainment оголосили про офіційний дебют свого першого чоловічого гурту, опублікувавши рухоме відео з логотипом разом із відкриттям офіційних облікових записів «8Turn» у соціальних мережах. Наступного дня 8Turn оголосили про випуск свого першого мініальбому 8Turnrise. Він був випущений у цифровому вигляді 30 січня 2023 року та фізично 6 лютого 2023 року. 26 червня гурт випустив другий мініальбом Uncharted Drift.

## Учасники
- Мьонхо (кор. 명호)
- Джеюн (кор. 재윤) — лідер[8]
- Мінхо (кор. 민호)
- Юнсон (кор. 윤성)
- Хемін (кор. 해민)
- Кьонмін (кор. 경민)
- Юнґю (кор. 윤규)
- Синхон (кор. 승헌)

## Дискографія

### Мініальбоми
| Назва           | Деталі альбому | Пікові позиції у чартах | Продажі                   |
| Назва           | Деталі альбому | KOR                     | Продажі                   |
| --------------- | --- | ----------------------- | ------------------------- |
| 8Turnrise       | - Реліз: 30 січня 2023 - Лейбл: MNH Entertainment - Формат: CD, цифрове завантаження, стриминг Трек-лист 1. «We» 2. «Tic Tac» 3. «Wonder» 4. «Say My Name» 5. «Heartache» | 13                      | - Південна Корея: 45,794  |
| Uncharted Drift | - Реліз: 26 червня 2023 - Лейбл: MNH Entertainment - Формат: CD, цифрове завантаження, стриминг Трек-лист 1. «World» 2. «Excel» 3. «Walk It Out» 4. «Sketch» 5. «Ing»     | 18                      | - Південна Корея: 49,823  |
| Stunning        | - Реліз: 6 січня 2024 - Лейбл: MNH Entertainment - Формат: CD, цифрове завантаження, стриминг Трек-лист 1. «The Game» 2. «Ru-Pum Pum» 3. «Nom» 4. «We Here» 5. «Glow»     | 3                       | - Південна Корея: 124,167 |

### Сингли
| Назва        | Рік  | Пікові позиції у чартах | Альбом          |
| Назва        | Рік  | KOR Down.               | Альбом          |
| ------------ | ---- | ----------------------- | --------------- |
| «Tic Tac»    | 2023 | 126                     | 8Turnrise       |
| «Excel»      | 2023 | 156                     | Uncharted Drift |
| «Ru-Pum Pum» | 2024 | —                       | Stunning        |

### Інші пісні у чартах
| Назва         | Рік  | Пікові позиції у чартах | Альбом    |
| Назва         | Рік  | KOR Down.               | Альбом    |
| ------------- | ---- | ----------------------- | --------- |
| «Say My Name» | 2023 | 191                     | 8Turnrise |
| «Wonder»      | 2023 | 196                     | 8Turnrise |
| «Heartache»   | 2023 | 198                     | 8Turnrise |
| «We»          | 2023 | 199                     | 8Turnrise |

## Відеографія

### Музичні відео
| Назва                    | Режисер(и)    | Рік  | Прим.  |
| ------------------------ | ------------- | ---- | ------ |
| «Tic Tac»                | Paradox Child | 2023 | [ 15 ] |
| «WE» (Performance Video) | Swisher       | 2023 | [ 16 ] |
| «Excel»                  | Swisher       | 2023 | [ 17 ] |